# Roa haraguchiae
O peixe-borboleta de Haraguchi (Roa haraguchiae) é uma nova espécie de peixe ósseo do gênero Roa pertencente à família Chaetodontidae. Foi descoberto em 2020, por Uejo, Senou e Motomura. O nome científico é uma dedicatória a Yuriko Haraguchi.

## Aparência
É uma espécie pequena com comprimento do corpo inferior a 10 cm, caracterizada por um focinho curto e uma faixa horizontal preta sobre o corpo branco.

## Biologia
Se sabe pouco sobre a sua biologia. Costumam viver em pares próximos ao fundo, em profundidades de 40 a 160 m.

## Distribuição
Encontrado no Japão (gravado na Península de Izu, Baía de Kagoshima), Mar da China Oriental e Panay, Filipinas.